# لور لاهاي

لور لاهاي أو رولا يحيى (Laure Lahaye) رئيسة «تجمّع اللبنانيين العلمانيين في فرنسا» (Collectif des Libanais Laïcs en France) هي ناشطة وباحثة في العلوم الاجتماعية.
ولدت في العاصمة اللبنانية بيروت بتاريخ 6 حزيران 1956، ثم انتقلت في عمر الخمس سنوات مع عائلتها إلى 

طرابلس في شمال لبنان حيث غادرتها مجدّداً للعودة إلى بيروت في العام 1977.
عملت صحافيّة في عدد من الصحف كجريدة «الوطن» الناطقة بصوت الحركة الوطنيّة اللبنانيّة، وجريدة «اللواء» وفي إذاعة «صوت لبنان العربي» ونالت شهادة دبلوم دراسات عليا في الفنون المسرحيّة من معهد الفنون الفرع الأوّل في الجامعة اللبنانيّة كما شاركت بالعمل كممثلة في العديد من المسرحيّات والأفلام.
انتقلت في العام 1985 للعيش في العاصمة الفرنسيّة باريس حيث عملت في «إذاعة الشرق» وفي مجلّة «كل العرب». وبعد حصولها على دبلوم الدراسات المعمّقة في العلوم الاجتماعية من جامعة باريس السابعة، عملت كمسؤولة عن الآداب والفنون العربيّة في المكتبة الوطنيّة الفرنسيّة. وأنشأت عدداً من الصفحات على الإنترنت كما ساهمت بنشر العديد من الدراسات والمقالات، وقامت في العام 2007 بتجميع مقالات الصحافي الراحل جوزف سماحة المنشورة في مجلّة «اليوم السابع» في باريس والتي صدرت فيما بعد في كتاب «بلا ضفاف».
أسّست في العام 2012 «تجمّع اللبنانيين العلمانيين في فرنسا»

## وصلات خارجية
- http://www.net1901.org/association/COLLECTIF-DES-LIBANAIS-LAICS-EN-FRANCE,1067518.html
- http://cll-france.voila.net
- http://msh-diffusion.univ-bpclermont.fr/crlv2/swm/Page_chercheur.php?P1=5700